# Grand Prix de la Presse Sportive
Le Grand Prix de la Presse Sportive est une récompense attribuée par le Syndicat National des Journalistes sportifs et au Tourisme (ex- Syndicat de la Presse Sportive) et l'Association des Journalistes Sportifs.
Fondé en 1934, ce prix est destiné à "honorer l'acte sportif le plus significatif accompli dans l'année par un Français". Par "acte sportif", on entend "toute œuvre littéraire, musicale, picturale, sculpturale, artistique, scientifique, à la gloire du Sport, aussi bien que l'exploit sportif proprement dit".

## Palmarès
- 1934, Alexandre Maspoli, haltérophile et sculpteur;
- 1935 Jean Taris, nageur;
- 1936 Marcel Thil, champion du monde de boxe;
- 1937 Maryse Bastié, pilote d'avion;
- 1938 Bernard Schmetz, champion d'escrime;
- 1939 Henri Padou, nageur;
- 1946 Jean Séphériades, champion d'aviiron;
- 1947 Alex Jany, nageur;
- 1948 Douchet et Pouillard, guides de montagne;
- 1949 Émile Anthoine, marcheur, et Ignace Heinrich, athlète;
- 1950 Étienne Bally, athlète, Maurice Herzog et Louis Lachenal, vainqueurs de l'Himalaya;
- 1951 Raymond Dot, gymnaste;
- 1952 Christian d'Oriola, escrimeur;
- 1953 Roger Marche, footballeur;
- 1954 Victor Sillon, athlète;
- 1955 Jean Behra, pilote automobile;
- 1956 Alain Mimoun, athlète.